# Левановский, Валерий Николаевич
Вале́рий Никола́евич Левано́вский (1947, село Марьинка, СССР — 2011, Оренбург) — советский и российский детский писатель.

## Биография
Валерий Николаевич Левановский родился 10 мая 1947 года в селе Марьинка Сталинской области Украинской ССР. Его отец Николай Иванович был рабочим шахты, мать Антонина Акимовна — учительницей. В 1955 году семья переехала в Оренбуржье на освоение целины, позже поселилась в Бугуруслане.
В 1966 году он окончил Бугурусланское педагогическое училище, а впоследствии — Оренбургский пединститут и Высшую школу государственной службы Академии госслужбы при Президенте РФ.[уточнить]
Член Союза писателей СССР с 1982 года, с октября 1990-го — в Союзе российских писателей.
У истоков его творчества стояли такие писатели как: Агния Барто и Лев Кассиль, Валентин Берестов и Сергей Баруздин, Леонид Лиходеев и Лев Разгон, другие поэты и прозаики.
Его стихи и рассказы, песни и сказки, частушки и смешинки печатались в популярных газетах, журналах, альманахах, коллективных сборниках: например, в «Пионерской правде», «Мурзилке», «Колобке», «Звёздочке» (Ленинград), «Оляпке» (Пермь), «Почитай-ка» (Самара) и так далее. Выпускались пластинки с песнями во Всесоюзной фирме грамзаписи «Мелодия». Стихи Валерия Николаевича переведены на множество языков народов стран дальнего и ближнего зарубежья. Валерий Левановский написал более двадцати книг, которые выходили в Москве, Челябинске, Самаре и др. городах.
Работал в школах учителем, завучем, директором средней школы, преподавателем педагогики Бугурусланского педучилища, руководителем основ военной службы профессионального лицея № 8.
В перерывах между педагогической деятельностью по направлению партийных органов был директором Бугурусланского театра драмы им. Гоголя, собственным корреспондентом газеты обкома КПСС «Южный Урал». В перестроечные годы — корреспондентом областных газет «Демократическая газета», «Новое поколение», РИА (региональное информационное агентство) «Априори», ряда других. Издавал журнал для взрослых «Феникс», детскую юмористическую газету «Цап-царап, или Кошки-мышки». Как председатель правления общественного благотворительного фонда «Аленький цветочек» являлся инициатором и организатором ежегодных городских детских творческих фестивалей «Аксаково. России осень золотая» в честь дней рождения классика отечественной литературы С. Т. Аксакова.
Разнообразие жизненных увлечений отражается на разнообразии его творческих интересов: Валерий Николаевич автор не только детских стихов и рассказов, но и ряда повестей и рассказов для взрослых читателей, лирики, юмористических и сатирических миниатюр и иронической поэзии.